# Emmaus (Mechelen)

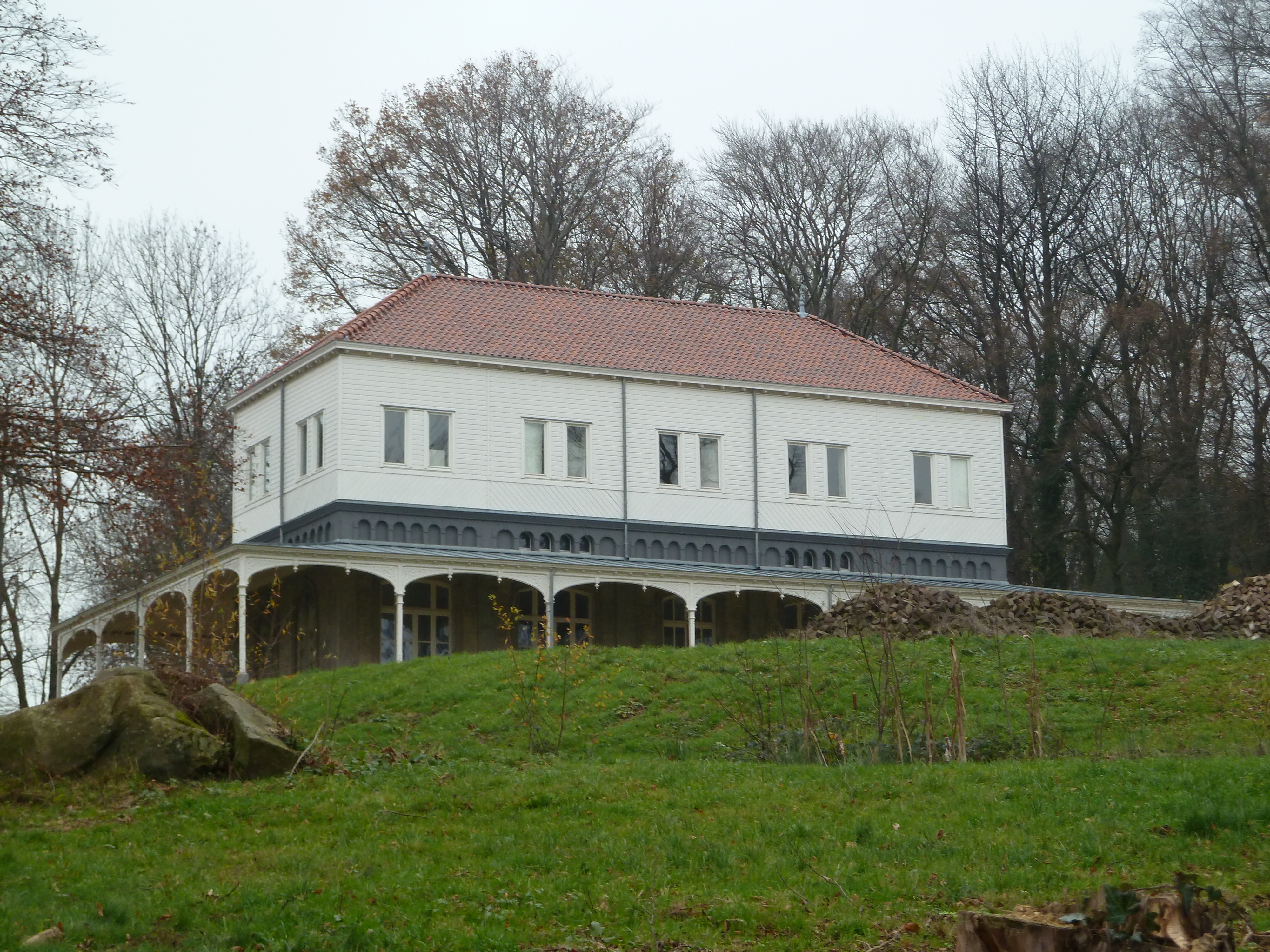
Emmaus gezien vanuit het zuidwesten

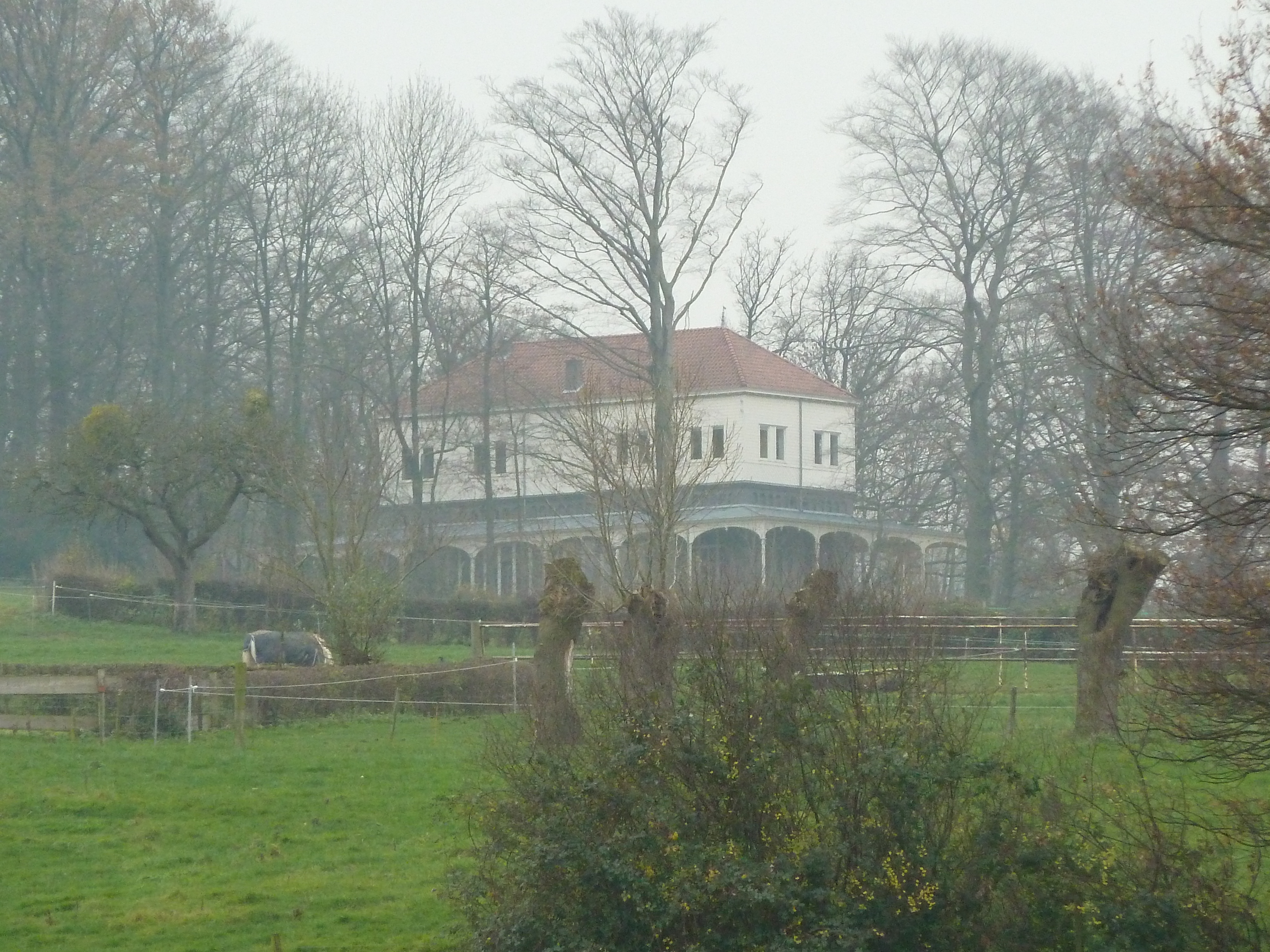
Vanuit het noordwesten gezien

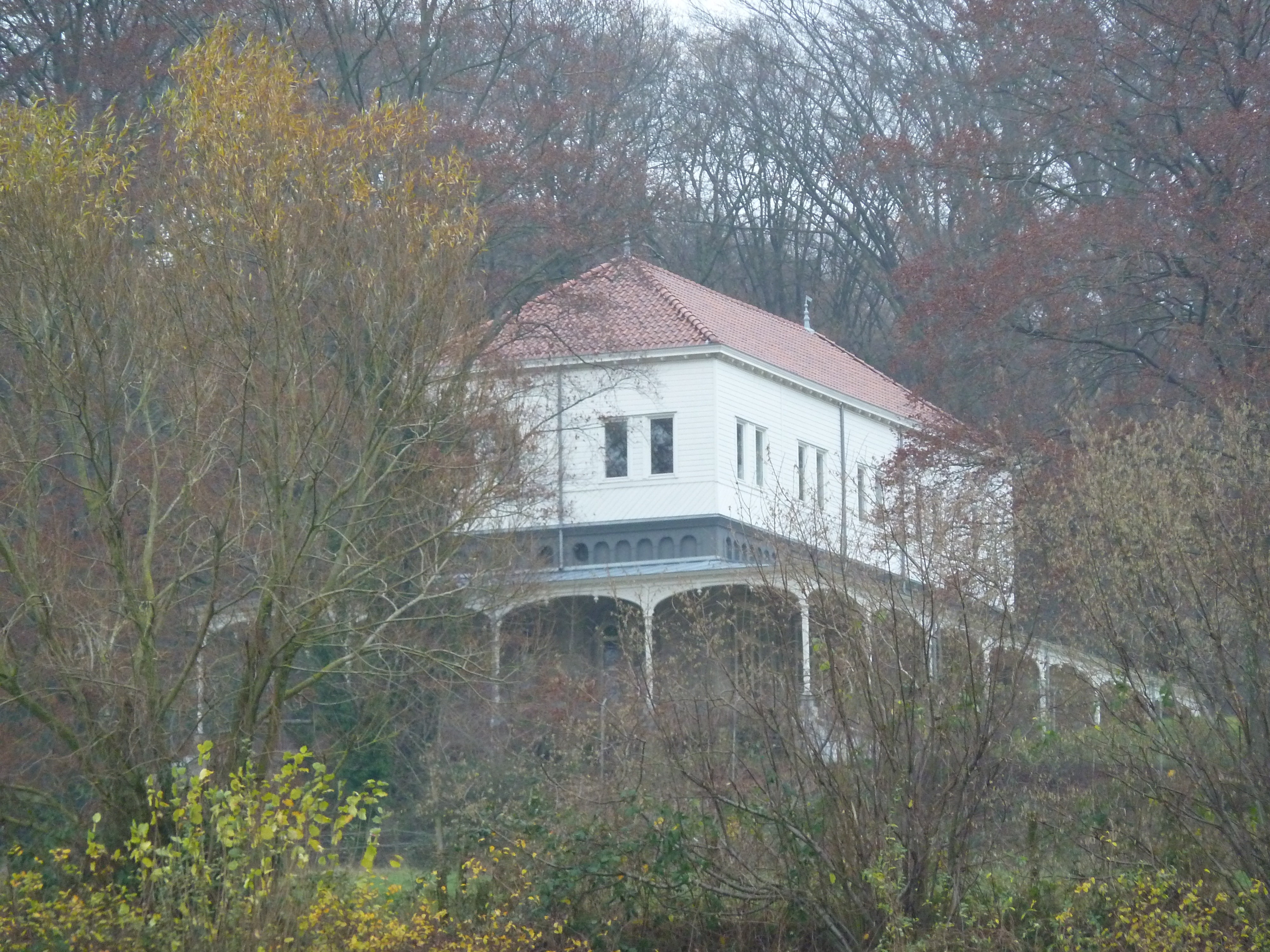

Emmaus of Emmaüs is een gebouw in de gemeente Gulpen-Wittem in de Nederlandse provincie Limburg. Het was een ontspanningsgebouw voor priesterstudenten.
Het gebouw is een rijksmonument.

## Situering
Het ligt op een heuvelflank van de oostelijke helling van het Geuldal ten oosten van Epen en ten zuiden van Mechelen bij buurtschap Bommerig. Emmaus ligt op een kop van een uitstekende heuvelrug, een uitloper van het Plateau van Vijlen, en kijkt uit over het Geuldal. Aan de oostzijde begint achter het buitenhuis het Elzetterbos (Vijlenerbos). Ten noorden van Emmaus ligt een klein beekdal van de Klitserbeek, aan de zuidzijde het beekdal van de Mässel en ten westen ontspringt de Bommerigerbeek.

## Geschiedenis
In 1904-1905 werd Emmaus gebouwd door de paters redemptoristen als buitenverblijf voor priesterstudenten naar het ontwerp van broeder Andreas Frissen. De naam van het buitenhuis werd ontleend aan het Lucasevangelie, waarin er sprake is van een dorp met de naam Emmaüs, dat op zestig stadiën (ongeveer vijf kilometer) van Jeruzalem lag. Het buitenverblijf ligt op ongeveer vijf kilometer ten zuiden van het Redemptoristenklooster in Wittem.
In 1941 beschilderde de priesterstudent Cor van Geleuken de kapel in Emmaus. Gedurende de tijd dat het als buitenverblijf in gebruik was werd door de priesterstudenten een verzameling aan rotsblokken en keien naar het buitenverblijf versleept. Dit zijn zogenaamde sterrenstenen, ruwe blokken vuursteen die met kiezelcement aan elkaar geplakt zijn. In het bos zelf resteren er nog enkele van deze blokken als onderdeel van het Geologisch monument Sterrenstenen.
Tot in 1968 was het gebouw als buitenverblijf in gebruik.
Sinds 1995 is het pand een woonhuis.

## Opbouw
Het gebouw heeft een rechthoekig plattegrond met twee bouwlagen. De benedenverdieping wordt omgeven door een veranda die omgeven wordt door gebiljoende houten stijlen op natuurstenen sokkels en gedekt wordt door een lessenaarsdak. De bovenverdieping is van hout en wit geschilderd en wordt gedekt door een schilddak met rode pannen. Aanvankelijk was de bovenverdieping geheel open, waarbij smeedijzeren ramen in 1907 werden aangebracht. Aan de voor- en achterzijde heeft de veranda vier traveeën, aan de zijkanten zeven traveeën. Aan de voorzijde heeft de veranda een bakstenen onderbouw met daarin acht nissen.
Buiten bevindt zich een houten toiletgebouw op een achthoekige plattegrond. Het wordt gedekt door een spits uitlopend dak.